# Oorlogsmonument Pijnacker

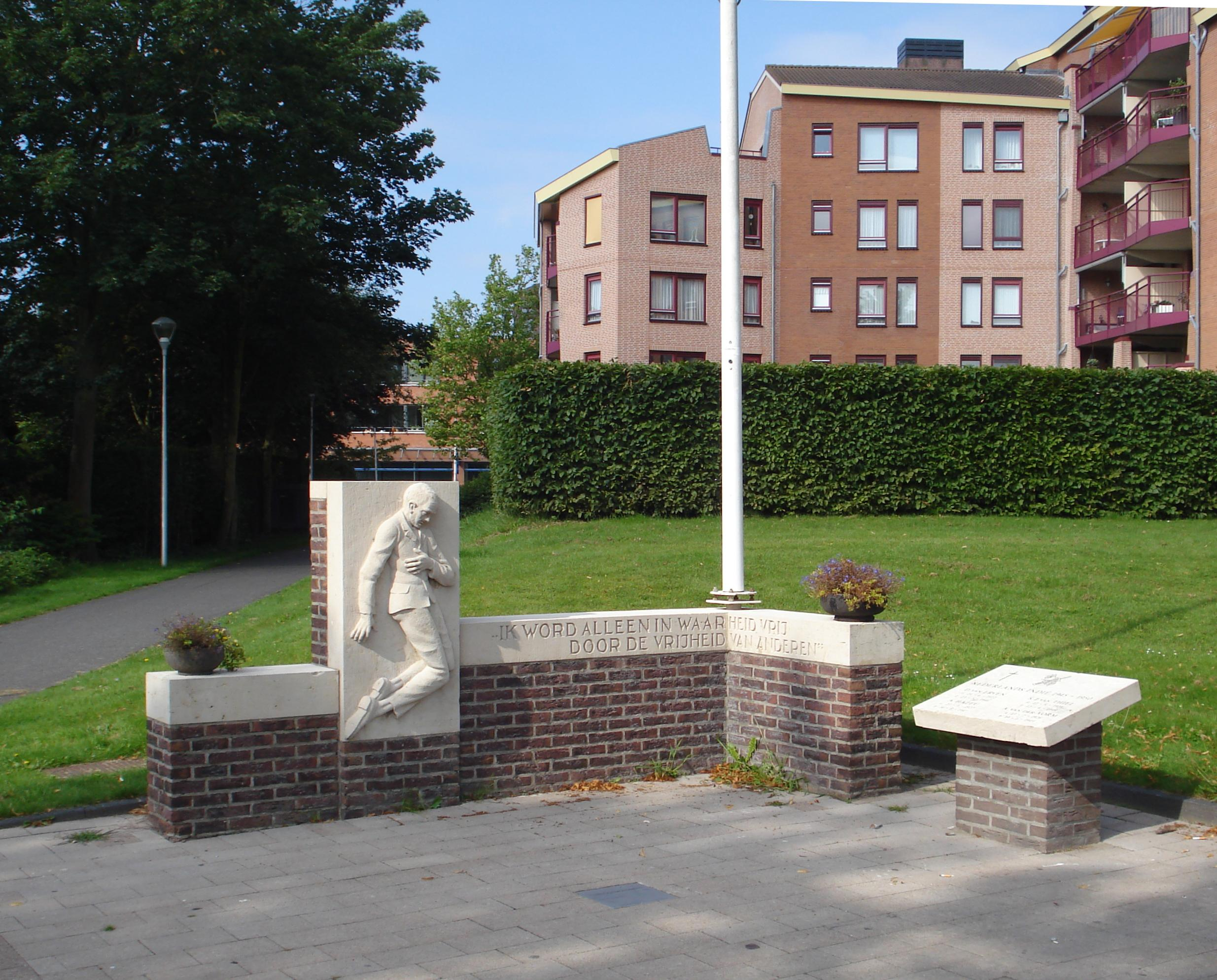
Oorlogsmonument Pijnacker

Het oorlogsmonument in Pijnacker staat in het Emmapark. Het monument werd onthuld op 5 mei 1985. 

## Beschrijving
Het monument is 1 meter 50 hoog en 3 meter 20 breed. Het werd ontworpen door A.M. Bruggeman. Het bestaat uit een rode muur met daarop een witte natuurstenen reliëf van een vallende mannenfiguur. Op de muur staat de tekst IK WORD ALLEEN IN WAARHEID VRIJ DOOR DE VRIJHEID VAN ANDEREN. Met de vallende figuur heeft ontwerper de mensen willen weergeven die hun leven gegeven hebben.

### Slachtoffers
Het oorlogsmonument is opgericht ter nagedachtenis aan inwoners uit de gemeente die door oorlogshandelingen om het leven zijn gekomen. Een van deze oorlogsslachtoffers was Jacob Dijkshoorn.
In 1997 is een gedenkplaat toegevoegd voor de vier militairen die zijn omgekomen tijdens de koloniale oorlog in Indonesië in het voormalig Nederlands-Indië. De namen van deze vier slachtoffers luiden:
- D. van Erven
- A. Hazeu
- S.J. van Thiel
- A. van der Vorm.

## Drie keer verhuisd
Bij de onthulling in 1985 stond het monument voor het raadhuis op het Raadhuisplein. In 1997 is het verplaatst naar de andere zijde van het raadhuis. Hier is het in 2008 een paar meter opgeschoven vanwege een nieuw te bouwen uitbouw. In 2009 is het monument verplaatst naar de huidige locatie in het Emmapark.